# Parnassius tianschanicus
Parnassius tianschanicus är en fjärilsart som beskrevs av Charles Oberthür 1879. Parnassius tianschanicus ingår i släktet Parnassius och familjen riddarfjärilar. Inga underarter finns listade i Catalogue of Life.